# Ялунина (Белоярский муниципальный округ)
Ялунина — деревня в Белоярском районе Свердловской области России. Входит в Белоярский муниципальный округ.
Ранее деревня входила в состав Режиковского сельсовета Белоярского района.

## География
Деревня Ялунина расположена в 7 километрах к северо-востоку от центра посёлка Белоярского. Деревня находится на правом берегу реки Пышмы. В неё впадает речка Ялунинка, протекающая по деревне с востока на запад.

### Часовой пояс
Ялунина, как и вся Свердловская область, находится в часовой зоне МСК+2. Смещение применяемого времени относительно UTC составляет +5:00.

## Население
| 2002 | 2010 | 2021 |
| ---- | ---- | ---- |
| 59   | ↘35  | ↘29  |

## Инфраструктура
В деревне Ялуниной 9 улиц: Калиновая, Лесная, Луговая, Мира, Памятная, Полевая, Советская, Сосновая и Степная; три переулка: Кузнечный, Пожарный и Северный.